# James Wallace Black

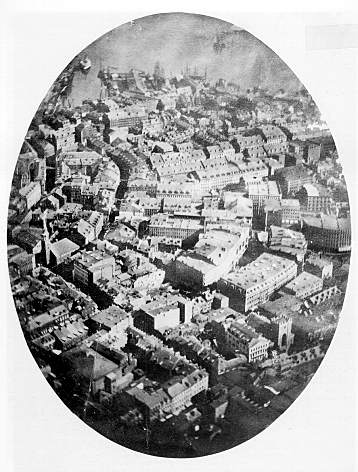
Boston, jak ho vidí orel a divoká husa, 1860

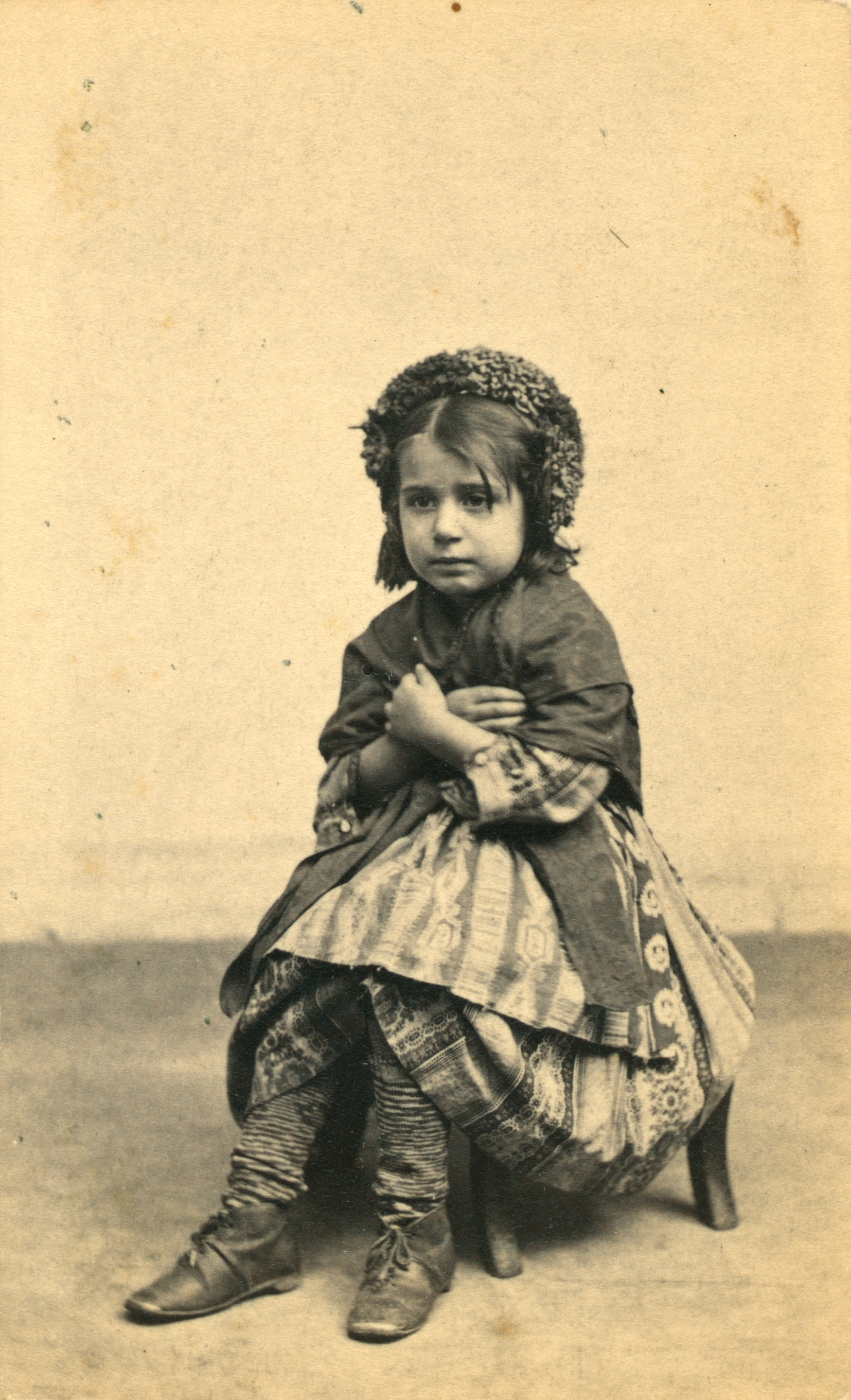
Italská venkovská dívka, asi 1861

James Wallace Black (10. února 1825 – 5. ledna 1896) byl americký fotograf, známý také jako J. W. Black, jehož kariéru charakterizuje experimentování a inovace.
Poté, co vyzkoušel svoje štěstí jako malíř v Bostonu, se uchýlil k fotografii. Začal jako leštič daguerrotypických desek. Brzy se spojil s Johnem Adamsem Whipplem, bohatým bostonským fotografem a vynálezcem. V březnu 1860 Black pořídil fotografii básníka Walta Whitmana, který navštívil Boston.
Dne 13. října 1860, dva roky po prvních experimentech v balónovém létání francouzského fotografa Nadara, pořídil Black první úspěšné fotografie ze vzduchu ve Spojených státech ve spolupráci s balónovým plavcem Samuelem A. Kingem v Kingově horkovzdušném balónu Královna vzduchu. Vyfotografoval Boston z výšky 400m na 8 skleněných deskových negativů. Jeden z dobrých snímků nazval Boston, jak ho vidí orel a divoká husa. Byl to vůbec první snímek města ze vzduchu.
Téměř vzápětí bylo fotografování ze vzduchu použito armádou Unie v americké občanské válce.
Později se stal Black autoritou v použití projektoru, který byl předchůdcem současných diaprojektorů, kde byla zdrojem světla svíčka. Na konci sedmdesátých let se nejvíce věnoval výrobě diapozitivů, včetně svých snímků velkého požáru Bostonu v roce 1872.

## Galerie obrázků

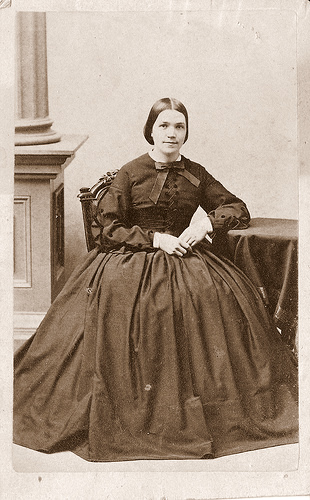
Sarah Fuller, cca 1860
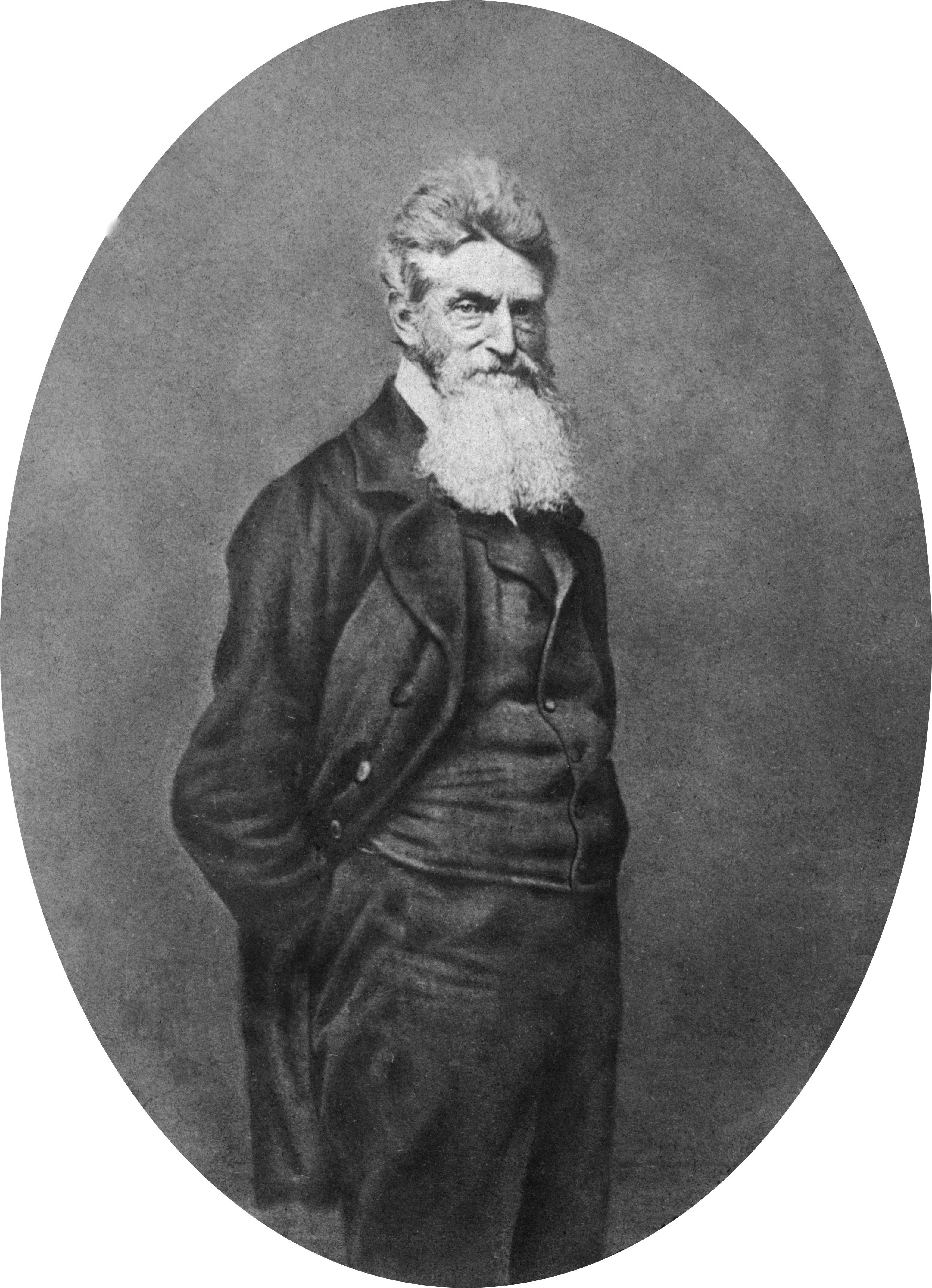
John Brown, 1859
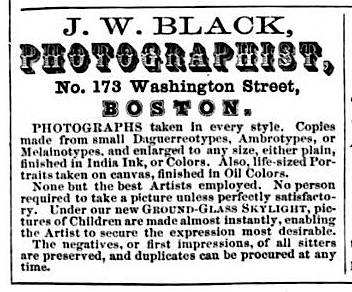
Reklama, Boston Directory, 1862
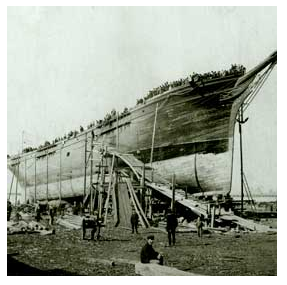
Loď Glory of the Seas v doku Donald McKay, 1869
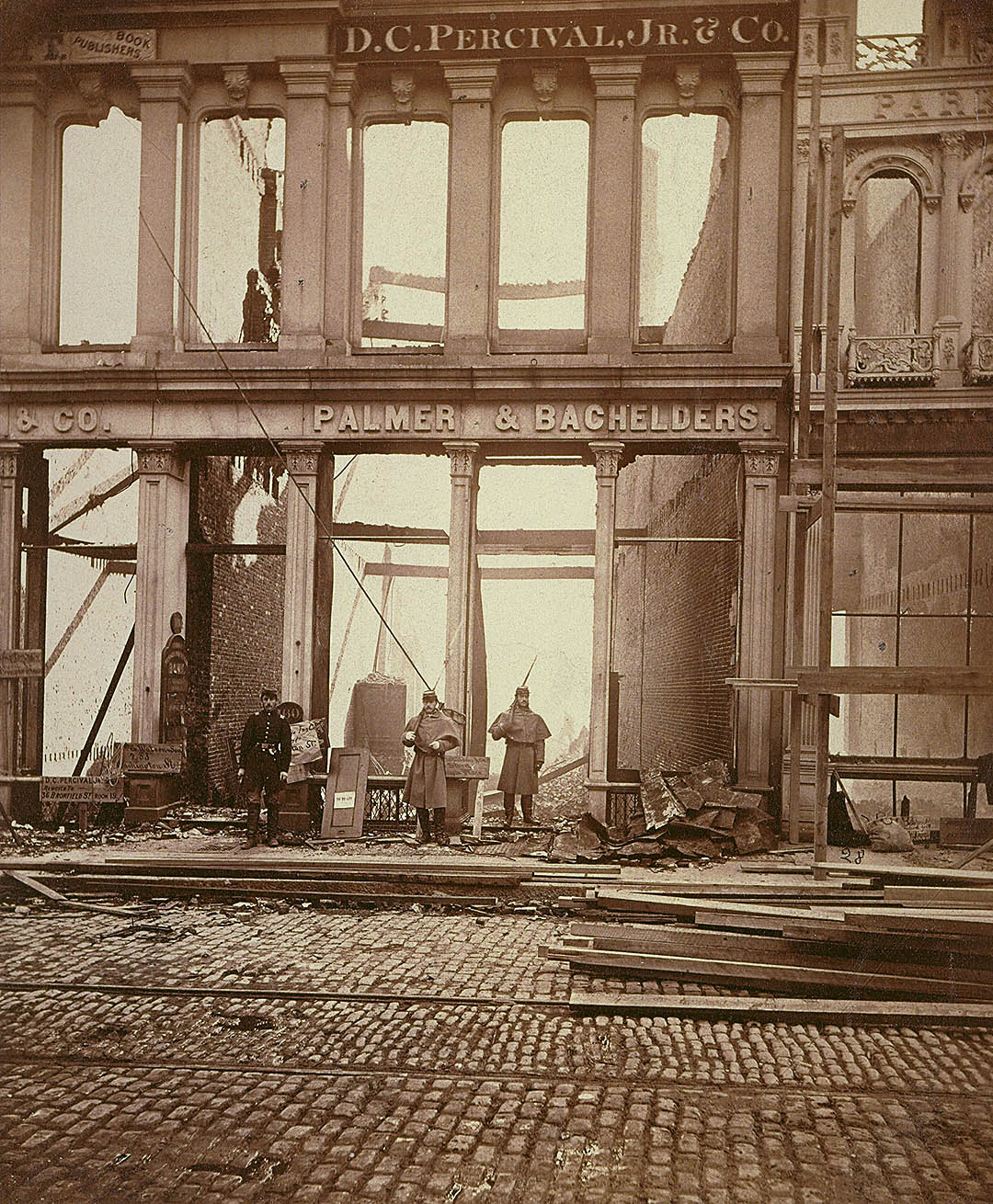
Po velkém bostonském požáru, Washington Street, 1872